# مایکل چری
مایکل چری (انگلیسی: Michael Cherry؛ زادهٔ ۲۳ مارس ۱۹۹۵) دونده اهل ایالات متحده آمریکا است.
وی در مسابقات کشوری و بین‌المللی در مجموع برندهٔ ۲ مدال طلا، ۱ مدال نقره شده‌است.